# 목장이야기
《목장이야기》는 와다 야스히로가 개발하고 빅터 인터랙티브 소프트웨어가 생산한 농장 경영 시뮬레이션 롤플레잉 게임 시리즈이다. 1996년 출시된 《목장이야기》를 시작으로 갖가지 본편 및 외전들이 제작됐다. 영어판 제목은 본래 나츠메 아타리(전사명 '나츠메')가 배급할 때에는 《하베스트 문》이었으나 2014년 서양판 배급사가 엑시드 게임스로 바뀐 후부터 《스토리 오브 시즌스》라는 제목으로 변경해 현재까지 유지하고 있다.
《목장이야기》 시리즈에선 이름이 유사하나 제작사가 다른 시리즈가 3가지("목장이야기", "룬 팩토리", "하베스트 문")가 존재하는데, 이는 서양 배급사 변경, 상표 및 지적 재산권의 분리으로 인한 결과이다. 첫 번째는 1996년부터 출시하고 마벨러스가 배급하는 최초 시리즈 《목장이야기》(영어판 제목 "스토리 오브 시즌스")이다. 두 번째는 2006년 《목장이야기》의 외전 《룬 팩토리: 신목장이야기》로 시작했으나 이후 독립한 네버랜드 제작의 《룬 팩토리》이다. 세 번째는 본래 《목장이야기》 북미판을 배급한 주식회사 나츠메가 상표권을 이용해 2007년부터 발매하다 독립한 《하베스트 문》(일본판, 영어판 제목 동일)이다.
| 게임                                      | 게임랭킹스               | 메타크리틱       |
| ----------------------------------------- | ------------------------ | ---------------- |
| 하베스트 문                               | (SNES) 72.51%            | -                |
| 하베스트 문 GB                            | (GB) 76.00%              | -                |
| 하베스트 문 GBC                           | (GBC) 72.14%             | -                |
| 하베스트 문 64                            | (N64) 84.38%             | (N64) 78         |
| 하베스트 문 2 GBC                         | (GBC) 78.20%             | -                |
| 하베스트 문: Back to Nature               | (PS1) 79.32%             | (PS1) 82         |
| 하베스트 문 3 GBC                         | (GBC) 77.50%             | -                |
| 하베스트 문: Save the Homeland            | (PS2) 76.00%             | (PS2) 76         |
| 하베스트 문: Friends of Mineral Town      | (GBA) 82.00%             | (GBA) 81         |
| 하베스트 문: A Wonderful Life             | (GC) 80.23% (PS2) 71.67% | (GC) 79          |
| 하베스트 문: More Friends of Mineral Town | (GBA) 79.36%             | (GBA) 82         |
| 하베스트 문: Another Wonderful Life       | (GC) 71.97% (PS2) 71.67% | (GC) 70          |
| 하베스트 문: Magical Melody               | (GC) 83.64% (Wii) 65.25% | (GC) 83 (Wii) 69 |
| 하베스트 문 DS                            | (DS) 67.63%              | (DS) 67          |
| 하베스트 문: Boy & Girl                   | (PSP) 62.75%             | (PSP) 61         |
| 하베스트 문 DS Cute                       | (DS) 60.60%              | (DS) 66          |
| 하베스트 문 DS: Island of Happiness       | (DS) 63.39%              | (DS) 65          |
| 하베스트 문: Tree of Tranquility          | (Wii) 65.37%             | (Wii) 65         |
| 하베스트 문 DS: Sunshine Islands          | (DS) 74.57%              | (DS) 77          |
| 하베스트 문: Animal Parade                | (Wii) 78.50%             | (Wii) 76         |
| 하베스트 문 DS: Grand Bazaar              | (DS) 70.29%              | (DS) 68          |
| 하베스트 문: Hero of Leaf Valley          | (PSP) 73.40%             | (PSP) 74         |
| 하베스트 문: The Tale of Two Towns        | (DS) 71.25% (3DS) 67.80% | (DS) 68 (3DS) 63 |
| Harvest Moon 3D: A New Beginning          | (3DS) 75.62%             | (3DS) 74         |
| 목장이야기                                | (3DS) 75.69%             | (3DS) 76         |
| 목장이야기 세 마을의 소중한 친구들        | (3DS) 75.94%             | (3DS) 76         |

## 참조

### 내용주
1. ↑  일본어: 牧場物語
2. ↑  영어: Harvest Moon
3. ↑  영어: Story of Seasons